# Medalha Lavoisier (SCF)
A Medalha Lavoisier (em francês:  Médaille Lavoisier) é um prêmio de química concedido no máximo uma vez por ano pela Société Chimique de France (SCF). Denominado em memória de Antoine Lavoisier, é concedido por trabalho de destaque na ciência da química. É a mais significativa condecoração da SCF. Pode ser concedida a pessoas ou instituições, dotada com 1500 euros.

## Laureados[2]
- 1904 James Dewar
- 1906 William Perkin
- 1912 Victor Grignard
- 1922 Theodore William Richards
- 1935 Cyril Norman Hinshelwood
- 1948 Alexander Todd
- 1949 Rudolf Signer
- 1955 Karl Ziegler
- 1968 Robert Burns Woodward
- 1983 Paul Weisz
- 1992 Marc Julia, Raymond Wey
- 1993 W. Hess, A. Lattes, E. Maréchal, E. Papirer, L.-A. Plaquette
- 1994 David A. Evans, Marco-Aurelio De Paoli, Rudolph Arthur Marcus, S. Wolff
- 1995 Derek Barton, Rudolf Hoppe
- 1997 Jean-Marie Lehn
- 1998 Jean-Baptiste Donnet
- 1999 Sociedade Alemã de Química
- 2000 Frank Albert Cotton
- 2004 Fred McLafferty
- 2013 Gérard Férey, Henri Kagan
- 2015 Jacques Livage